# Амансай (Байдібека район)
Аманса́й (каз. Амансай) — село у складі району Байдібека Туркестанської області Казахстану. Входить до складу Боралдайського сільського округу.
Населення — 731 особа (2021; 798 у 2009, 650 у 1999, 528 у 1989).